# Turning Point (2020)
Turning Point (2020) – gala wrestlingu, zorganizowana przez amerykańską federację Impact Wrestling, która była transmitowana za pomocą platformy Impact Plus. Odbyła się 14 listopada 2020 w Skyway Studios w Nashville. Była to czternasta gala z cyklu Turning Point.
Karta walk składała się z dziewięciu pojedynków, w tym czterech o tytuły mistrzowskie. W walce wieczoru Rich Swann obronił Impact World Championship przeciwko Samiemu Callihanowi. W innych pojedynkach Rohit Raju utrzymał Impact X Division Championship w walce z Cousinem Jakiem, podobnie jak Deonna Purrazzo, która obroniła Impact Knockouts Championship, stawiając czoło Su Yung w No Disqualification matchu. W Tag Team matchu The Good Brothers (Karl Anderson i Doc Gallows) pokonali The North (Ethan Page i Josh Alexander), zostając nowymi Impact World Tag Team Championami.

## Wyniki walk
Zestawienie zostało oparte na źródłach:
| Nr                                 | Wyniki                                                                                               | Stypulacje                                                | Czas  |
| ---------------------------------- | --- | --------------------------------------------------------- | ----- |
| 1                                  | Eddie Edwards pokonał Daivariego                                                                     | Singles match                                             | 11:25 |
| 2                                  | Rosemary i Taya Valkyrie pokonały Tenille Dashwood i Jordynne Grace (z Kalebem with a K)             | Tag Team match                                            | 8:13  |
| 3                                  | Brian Myers pokonał Swoggle                                                                          | Singles match                                             | 8:19  |
| 4                                  | Chris Sabin i James Storm pokonali XXXL (Acey Romero i Larry D)                                      | Singles match                                             | 11:34 |
| 5                                  | Rohit Raju (c) pokonał Cousina Jake’a (z Codym Deanerem)                                             | Singles match o Impact X Division Championship            | 7:10  |
| 6                                  | Willie Mack pokonał Moose’a w wyniku dyskwalifikacji                                                 | Singles match                                             | 12:21 |
| 7                                  | The Good Brothers (Karl Anderson i Doc Gallows) pokonali The North (Ethan Page i Josh Alexander) (c) | Tag team match o Impact World Tag Team Championship       | 12:54 |
| 8                                  | Deonna Purrazzo pokonała Su Yung (c)                                                                 | No Disqualification match o Impact Knockouts Championship | 14:46 |
| 9                                  | Rich Swann (c) pokonał Samiego Callihana                                                             | Singles match o Impact World Championship                 | 21:10 |
| (c) – mistrz/mistrzyni przed walką | |                                                           |       |